# Efter stormen (målning)
Efter stormen (tyska: Nach dem Sturm) är en oljemålning av den tyske konstnären Caspar David Friedrich från 1817. Målningen ingår i Statens Museum for Kunsts samlingar i Köpenhamn sedan 2016 då den förvärvades från en privat samling. 
Friedrich föddes 1774 i Greifswald vid Östersjökusten, då huvudort i Svenska Pommern, och var väl förtrogen med marina miljöer. Skeppsbrott var ett populärt motiv i romantikens bildvärld; vid sidan av den inneboende dramatiken kan motivet även symbolisera människolivets sårbarhet och beroende av naturkrafter och högre makter. 

## Relaterade målningar

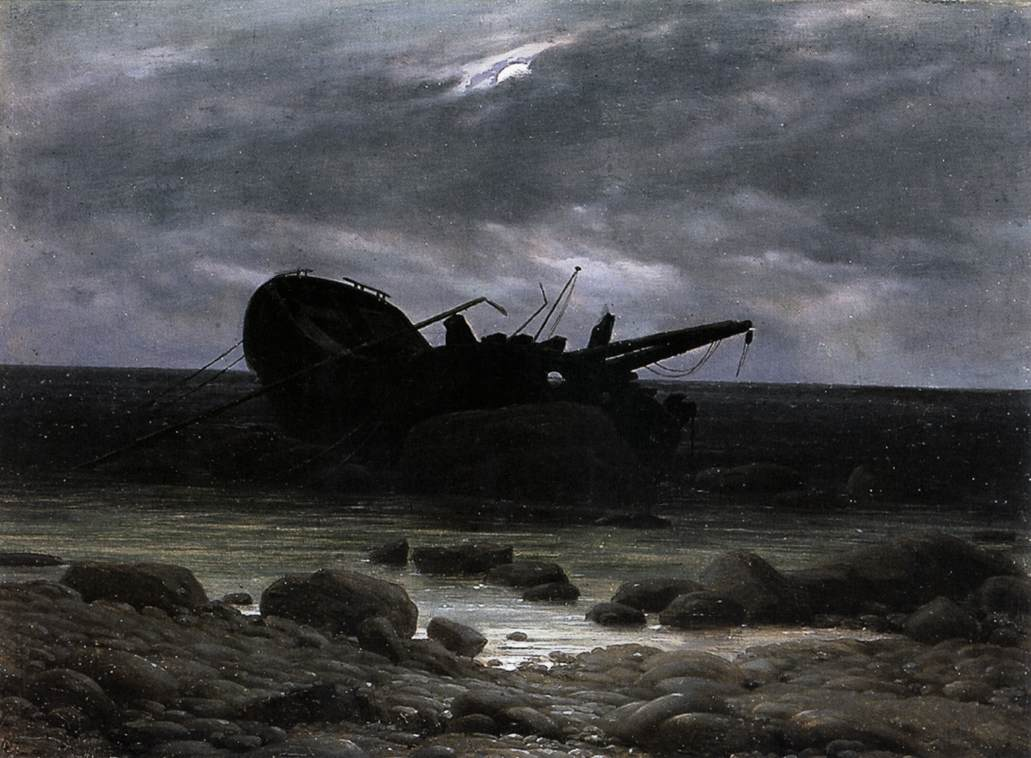
Vrak i månsken från cirka 1835 tillhör Friedrichs sista verksamhetsperiod. Alte Nationalgalerie. I en skissbok i Nasjonalmusset i Oslo finns en spegelvänd tecknad studie från 1818 av skeppet och ett parti av förgrunden.
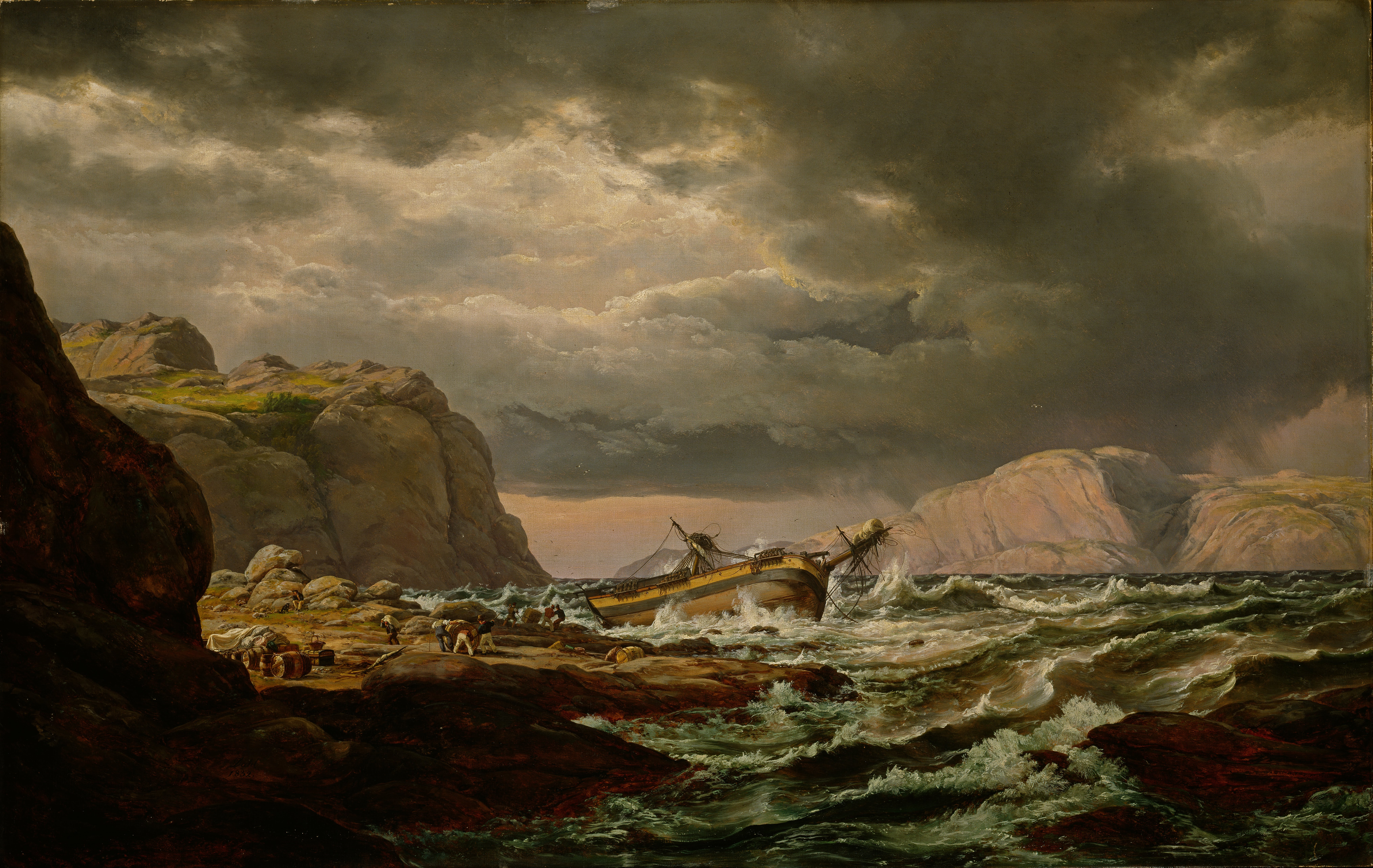
Johan Christian Dahls Skeppsbrott vid den norska kusten från 1832. Nasjonalmuseet.